# Сухосолотинское сельское поселение
Сухосоло́тинское се́льское поселе́ние — муниципальное образование в Ивнянском районе Белгородской области.
Административный центр — село Сухосолотино.

## География
Сельское поселение расположено в юго-восточной части района, в 24 километрах от районного центра посёлка Ивня и в 50 километрах от областного центра города Белгорода.

## История
Сухосолотинское сельское поселение образовано 20 декабря 2004 года в соответствии с Законом Белгородской области № 159.

## Население
| 2010 | 2011 | 2012 | 2013 | 2014 | 2015 | 2016 | 2017 | 2018 |
| ---- | ---- | ---- | ---- | ---- | ---- | ---- | ---- | ---- |
| 499  | ↘498 | ↘489 | ↗490 | ↘488 | ↘482 | ↘476 | ↘464 | ↗465 |
| 2019 | 2020 | 2021 |      |      |      |      |      |      |
| ↘449 | ↘435 | ↗441 |      |      |      |      |      |      |

## Состав сельского поселения
| № | Населённый пункт | Тип населённого пункта       | Население |
| - | ---------------- | ---------------------------- | --------- |
| 1 | Сухосолотино     | село, административный центр | ↗441      |

## Транспорт
Село Сухосолотино связано с областным центром и районным центром асфальтированной дорогой и расположено в 4 километрах от трассы Москва-Симферополь. Ближайшая железная дорога находится в поселке Прохоровка, на расстоянии 30 километров.